# 日加·迪梅茨
日加·迪梅茨（1993年2月20日—），斯洛文尼亚男子篮球运动员。他曾代表斯洛文尼亚国家队参加2020年夏季奥林匹克运动会篮球比赛，获得第四名。
2024年8月17日，P. LEAGUE+台鋼獵鷹宣布簽下迪梅茨，中文登錄名為「赤崁」。

## 外部連結
- 日加·迪梅茨在fiba.basketball（英语）
- 日加·迪梅茨在archive.fiba.com（存檔）（英语）
- 日加·迪梅茨在歐洲籃球聯賽官網（英语）
- 日加·迪梅茨在亞得里亞海聯賽官網（英语）
- 日加·迪梅茨在B.LEAGUE官網（日语）
- 日加·迪梅茨在P. LEAGUE+官網
- 日加·迪梅茨在Basketball-Reference.com（國際）（英语）
- 日加·迪梅茨在Eurobasket.com（球員）（英语）
- 日加·迪梅茨在Proballers（英语）
- 日加·迪梅茨在RealGM（英语）
- 日加·迪梅茨在Olympedia（英语）
- 日加·迪梅茨在Flashscore（英语）